# Una viuda difícil
Una viuda difícil es una película en blanco y negro de Argentina dirigida por Fernando Ayala sobre el guion de Conrado Nalé Roxlo según su obra teatral homónima que se estrenó el 18 de julio de 1957 y que tuvo como protagonistas a Alba Arnova, Alfredo Alcón, Ricardo Castro Ríos y Joaquín Pibernat. La película contó además con la colaboración de Vassili Lambrinos en la coreografía.

## Sinopsis
En la Buenos Aires colonial una viuda se casa, por despecho porque el amor de su adolescencia quería mantener un amor en secreto y ella por despecho se casa con un condenado que si ella no lo aceptaba iba a la horca.

## Reparto
- Alba Arnova
- Alfredo Alcón
- Ricardo Castro Ríos
- Joaquín Pibernat
- Francisco López Silva
- Mariela Reyes
- María Esther Podestá
- Manuel Alcón
- Lucía Barause
- Marcela Sola
- Carlos Barbetti
- Jorge Hilton
- Luis Orbegoso Chino
- Luis de Lucía
- Francisco Audenino
- Rafael Diserio
- Adolfo Gallo
- Manuel Ochoa
- Sergio Villamil
- Mario Savino
- Alberto Quiles
- Irma Villamil
- Néstor Pérez Fernández
- Amalia Lozano
- Angélica Marina
- Julián Pérez Ávila
- Domingo Garibotto
- José Neglia

## Comentarios
Roland opinó:

”Con inteligencia y habilidad, presenta tipos y alude a situaciones de vecindad en un pedazo del Buenos Aies virreinal. Con igual destreza encara la trama hasta promediar su desarrollo…luego de altibajos, añadidos de canciones y baile, especulaciones de vodevil. Se tambalea el ritmo y hay fuertes remansos en la acción con la consiguiente disminuación del interés.”

Por su parte Manrupe y Portela escriben:

”Pensada originalmente en colores y con Carmen Sevilla, una comedia costumbrista, tan forzada como sus protagonistas y su novel director.”